# 5 beats before death
5 beats before death er en dansk dokumentarfilm fra 2010 instrueret af Katrine Philp.